# Чемпіонат світу з футболу 2014 (кваліфікаційний раунд, АФК)
Відбірковий турнір чемпіонату світу з футболу 2014 в зоні АФК відбувся з 29 червня 2011 року по 10 вересня 2013 року та визначив учасників ЧС-2014 у Бразилії від АФК.
До фінального турніру виходили 4 команди; ще одна команда отримувала право участі у міжконтинентальних стикових матчах.
Спочатку, 7 грудня 2009 року, АФК вирішила провести ігри першого раунду 8 жовтня та 12 жовтня 2010 року. Згодом це рішення було скасовано; відбіркові ігри почалися у середині 2011 року .

## Учасники
У відбірковому турнірі брали участь збірні 43 з 46 членів АФК (за винятком збірної  Брунею, що знаходилася під забороною ФІФА, і збірних  Бутану та  Гуаму, що відмовилися від участі). АФК опублікувала рейтинг збірних, який був використаний при жеребкуванні, складений на основі виступів команд у відбірковому та фінальному турнірах ЧС-2010 .
| Стартують з 3-го раунду                                               | Стартують з 2-го раунду | Стартують з 1-го раунду |
| --------------------------------------------------------------------- | --- | --- |
| 1. Японія 2. Південна Корея 3. Австралія 4. Північна Корея 5. Бахрейн | 1. Саудівська Аравія 2. Іран 3. Катар 4. Узбекистан 5. ОАЕ 6. Сирія 7. Оман 8. Йорданія 9. Ірак 10. Сінгапур 11. Китай 12. Кувейт 13. Таїланд 14. Туркменістан 15. Ліван 16. Ємен 17. Таджикистан 18. Гонконг 19. Індонезія 20. Киргизстан 21. Мальдіви 22. Індія | 1. Малайзія 2. Афганістан 3. Камбоджа 4. Непал 5. Бангладеш 6. Шрі-Ланка 7. В'єтнам 8. Монголія 9. Пакистан 10. Палестина 11. Східний Тимор 12. Макао 13. Китайський Тайбей 14. М'янма 15. Філіппіни 16. Лаос |

## Перший раунд
16 найгірших команд за рейтингом розбивалися на пари і проводили по матчу на полі кожного із суперників. Переможці виходили до другого раунду. Матчі відбулися 29 червня і 2-3 липня 2011 року. Жеребкування перших двох раундів відбіркового турніру в зоні АФК відбулося 30 березня 2011 року в Куала-Лумпурі. Перший кошик склали команди, які розташувалися на 28-35 місцях рейтингу, другий — на 36-43 місцях.
| Команда 1  | Заг.       | Команда 2         | 1-й матч | 2-й матч  |
| ---------- | ---------- | ----------------- | -------- | --------- |
| Малайзія   | 4:4 (г.в.) | Китайський Тайбей | 2:1      | 2:3       |
| Бангладеш  | 3:0        | Пакистан          | 3:0      | 0:0       |
| Камбоджа   | 6:8        | Лаос              | 4:2      | 2:6 (д.ч) |
| Шрі-Ланка  | 1:5        | Філіппіни         | 1:1      | 0:4       |
| Афганістан | 1:3        | Палестина         | 0:2      | 1:1       |
| В'єтнам    | 13:1       | Макао             | 6:0      | 7:1       |
| Непал      | 7:1        | Східний Тимор     | 2:1      | 5:0       |
| Монголія   | 1:2        | М'янма            | 1:0      | 0:2       |

Матч Афганістан - Палестина відбувся у Таджикистані.
Обидва матчі між Непалом і Східним Тимором зіграні в Непалі.

## Другий раунд
8 переможців першого раунду і 22 команди, що посідали у рейтингу місця з 6 по 27, розбивалися на пари і проводили по матчу на полі кожного із суперників. Переможці виходили до третього раунду. Матчі відбудулися 23 та 28 липня 2011 року. Перший кошик склали команди на 6-20 місцях рейтингу, другий - команди на 21-27 місцях і переможці першого раунду.
| Команда 1         | Заг. | Команда 2   | 1-й матч | 2-й матч |
| ----------------- | ---- | ----------- | -------- | -------- |
| Таїланд           | 3:2  | Палестина   | 1:0      | 2:2      |
| Ліван             | 4:2  | Бангладеш   | 4:0      | 0:2      |
| Китай             | 13:3 | Лаос        | 7:2      | 6:1      |
| Туркменістан      | 4:5  | Індонезія   | 1:1      | 3:4      |
| Кувейт            | 5:1  | Філіппіни   | 3:0      | 2:1      |
| Оман              | 4:0  | М'янма      | 2:0      | 2:0      |
| Саудівська Аравія | 8:0  | Гонконг     | 3:0      | 5:0      |
| Іран              | 5:0  | Мальдіви    | 4:0      | 1:0      |
| Сирія             | -:+  | Таджикистан | -:+      | -:+      |
| Катар             | 4:2  | В'єтнам     | 3:0      | 1:2      |
| Ірак              | 2:0  | Ємен        | 2:0      | 0:0      |
| Сінгапур          | 6:4  | Малайзія    | 5:3      | 1:1      |
| Узбекистан        | 7:0  | Киргизстан  | 4:0      | 3:0      |
| ОАЕ               | 5:2  | Індія       | 3:0      | 2:2      |
| Йорданія          | 10:1 | Непал       | 9:0      | 1:1      |

## Третій раунд
15 переможців другого раунду та 5 команд, які очолювали рейтинг, розбивалися на 5 груп по 4 команди і грали за коловою системою у два кола. Переможці груп і команди, які посіли другі місця, вийшли до четвертого раунду. Матчі відбулися з 2 вересня 2011 по 29 лютого 2012 року. Жеребкування третього раунду пройшло в Ріо-де-Жанейро 30 липня.

### Група A
| 2 | Ірак     | 0:2 | ~   | 1:0 | 7:1 | 6 | 5 | 0 | 1 | 14 − 4 | 15 |
| 1 | Йорданія | ~   | 1:3 | 2:1 | 2:0 | 6 | 4 | 0 | 2 | 11 − 7 | 12 |
| 3 | Китай    | 3:1 | 0:1 | ~   | 2:1 | 6 | 3 | 0 | 3 | 10 − 6 | 9  |
| 4 | Сінгапур | 0:3 | 0:2 | 0:4 | ~   | 6 | 0 | 0 | 6 | 2 − 20 | 0  |

| 2 вересня 2011 |

| Китай                          | 2 : 1 | Сінгапур   |
| ------------------------------ | ----- | ---------- |
| Чжен Чжи 69' (пен.) Юй Хай 73' |       | Джуріч 33' |

| Туодонг, Куньмін Глядачів: 17,000 Арбітр: Андре Ель-Хаддад (Ліван) |

| 2 вересня 2011 |

| Ірак | 0 : 2 | Йорданія                         |
| ---- | ----- | -------------------------------- |
|      |       | Хассан Махмуд 43' Абдала Діб 47' |

|  |

| 6 вересня 2011 |

| Сінгапур | 0 : 2 | Ірак |
| -------- | ----- | ---- |
|          |       |      |

|  |

| 6 вересня 2011 |

| Йорданія | 2 : 1 | Китай |
| -------- | ----- | ----- |
|          |       |       |

|  |

| 11 жовтня 2011 |

| Китай | 0 : 1 | Ірак |
| ----- | ----- | ---- |
|       |       |      |

|  |

| 11 жовтня 2011 |

| Сінгапур | 0 : 3 | Йорданія |
| -------- | ----- | -------- |
|          |       |          |

|  |

| 11 листопада 2011 |

| Йорданія | 2 : 0 | Сінгапур |
| -------- | ----- | -------- |
|          |       |          |

|  |

| 11 листопада 2011 |

| Ірак | 1 : 0 | Китай |
| ---- | ----- | ----- |
|      |       |       |

|  |

| 15 листопада 2011 |

| Сінгапур | 0 : 4 | Китай |
| -------- | ----- | ----- |
|          |       |       |

|  |

| 15 листопада 2011 |

| Йорданія | 1 : 3 | Ірак |
| -------- | ----- | ---- |
|          |       |      |

|  |

| 29 лютого 2012 |

| Китай | 3 : 1 | Йорданія |
| ----- | ----- | -------- |
|       |       |          |

|  |

| 29 лютого 2012 |

| Ірак | 7 : 1 | Сінгапур |
| ---- | ----- | -------- |
|      |       |          |

|  |

### Група B
| 1 | Південна Корея | ~   | 6:0 | 2:0 | 2:1 | 6 | 4 | 1 | 1 | 14 − 4  | 13 |
| 2 | Ліван          | 2:1 | ~   | 2:2 | 3:1 | 6 | 3 | 1 | 2 | 10 − 14 | 10 |
| 3 | Кувейт         | 1:1 | 0:1 | ~   | 2:1 | 6 | 2 | 2 | 2 | 8 − 9   | 8  |
| 4 | ОАЕ            | 0:2 | 4:2 | 2:3 | ~   | 6 | 1 | 0 | 5 | 9 − 14  | 3  |

| 2 вересня 2011 |

| Південна Корея | 6 : 0 | Ліван |
| -------------- | ----- | ----- |
|                |       |       |

|  |

| 2 вересня 2011 |

| ОАЕ | 2 : 3 | Кувейт |
| --- | ----- | ------ |
|     |       |        |

|  |

| 6 вересня 2011 |

| Ліван | 3 : 1 | ОАЕ |
| ----- | ----- | --- |
|       |       |     |

|  |

| 6 вересня 2011 |

| Кувейт | 1 : 1 | Південна Корея |
| ------ | ----- | -------------- |
|        |       |                |

|  |

| 11 жовтня 2011 |

| Південна Корея | 2 : 1 | ОАЕ |
| -------------- | ----- | --- |
|                |       |     |

|  |

| 11 жовтня 2011 |

| Ліван | 2 : 2 | Кувейт |
| ----- | ----- | ------ |
|       |       |        |

|  |

| 11 листопада 2011 |

| ОАЕ | 0 : 2 | Південна Корея |
| --- | ----- | -------------- |
|     |       |                |

|  |

| 11 листопада 2011 |

| Кувейт | 0 : 1 | Ліван |
| ------ | ----- | ----- |
|        |       |       |

|  |

| 15 листопада 2011 |

| Ліван | 2 : 1 | Південна Корея |
| ----- | ----- | -------------- |
|       |       |                |

|  |

| 15 листопада 2011 |

| Кувейт | 2 : 1 | ОАЕ |
| ------ | ----- | --- |
|        |       |     |

|  |

| 29 лютого 2012 |

| ОАЕ | 4 : 2 | Ліван |
| --- | ----- | ----- |
|     |       |       |

|  |

| 29 лютого 2012 |

| Південна Корея | 2 : 0 | Кувейт |
| -------------- | ----- | ------ |
|                |       |        |

|  |

### Група C
| 1 | Узбекистан     | ~   | 1:1 | 1:0 | 3:0 | 6 | 5 | 1 | 0 | 8 − 1  | 16 |
| 2 | Японія         | 0:1 | ~   | 1:0 | 8:0 | 6 | 3 | 1 | 2 | 14 − 3 | 10 |
| 3 | Північна Корея | 0:1 | 1:0 | ~   | 1:0 | 6 | 2 | 1 | 3 | 3 − 4  | 7  |
| 4 | Таджикистан    | 0:1 | 0:4 | 1:1 | ~   | 6 | 0 | 1 | 5 | 1 − 18 | 1  |

| 2 вересня 2011 |

| Японія | 1 : 0 | Північна Корея |
| ------ | ----- | -------------- |
|        |       |                |

|  |

| 2 вересня 2011 |

| Таджикистан | 0 : 1 | Узбекистан |
| ----------- | ----- | ---------- |
|             |       |            |

|  |

| 6 вересня 2011 |

| Північна Корея | 1 : 0 | Таджикистан |
| -------------- | ----- | ----------- |
|                |       |             |

|  |

| 6 вересня 2011 |

| Узбекистан | 1 : 1 | Японія |
| ---------- | ----- | ------ |
|            |       |        |

|  |

| 11 жовтня 2011 |

| Японія | 8 : 0 | Таджикистан |
| ------ | ----- | ----------- |
|        |       |             |

|  |

| 11 жовтня 2011 |

| Північна Корея | 0 : 1 | Узбекистан |
| -------------- | ----- | ---------- |
|                |       |            |

|  |

| 11 листопада 2011 |

| Таджикистан | 0 : 4 | Японія |
| ----------- | ----- | ------ |
|             |       |        |

|  |

| 11 листопада 2011 |

| Узбекистан | 1 : 0 | Північна Корея |
| ---------- | ----- | -------------- |
|            |       |                |

|  |

| 15 листопада 2011 |

| Північна Корея | 1 : 0 | Японія |
| -------------- | ----- | ------ |
|                |       |        |

|  |

| 15 листопада 2011 |

| Узбекистан | 3 : 0 | Таджикистан |
| ---------- | ----- | ----------- |
|            |       |             |

|  |

| 29 лютого 2012 |

| Японія | 0 : 1 | Узбекистан |
| ------ | ----- | ---------- |
|        |       |            |

|  |

| 29 лютого 2012 |

| Таджикистан | 1 : 1 | Північна Корея |
| ----------- | ----- | -------------- |
|             |       |                |

|  |

### Група D
| 1 | Австралія         | ~   | 3:0 | 4:2 | 2:1 | 6 | 5 | 0 | 1 | 13 − 5 | 15 |
| 2 | Оман              | 1:0 | ~   | 0:0 | 2:0 | 6 | 2 | 2 | 2 | 3 − 6  | 8  |
| 3 | Саудівська Аравія | 1:3 | 0:0 | ~   | 3:0 | 6 | 1 | 3 | 2 | 6 − 7  | 6  |
| 4 | Таїланд           | 0:1 | 3:0 | 0:0 | ~   | 6 | 1 | 1 | 4 | 4 − 8  | 4  |

| 2 вересня 2011 |

| Австралія | 2 : 1 | Таїланд |
| --------- | ----- | ------- |
|           |       |         |

|  |

| 2 вересня 2011 |

| Оман | 0 : 0 | Саудівська Аравія |
| ---- | ----- | ----------------- |
|      |       |                   |

|  |

| 6 вересня 2011 |

| Таїланд | 3 : 0 | Оман |
| ------- | ----- | ---- |
|         |       |      |

|  |

| 6 вересня 2011 |

| Саудівська Аравія | 1 : 3 | Австралія |
| ----------------- | ----- | --------- |
|                   |       |           |

|  |

| 11 жовтня 2011 |

| Австралія | 3 : 0 | Оман |
| --------- | ----- | ---- |
|           |       |      |

|  |

| 11 жовтня 2011 |

| Таїланд | 0 : 0 | Саудівська Аравія |
| ------- | ----- | ----------------- |
|         |       |                   |

|  |

| 11 листопада 2011 |

| Саудівська Аравія | 3 : 0 | Таїланд |
| ----------------- | ----- | ------- |
|                   |       |         |

|  |

| 11 листопада 2011 |

| Оман | 1 : 0 | Австралія |
| ---- | ----- | --------- |
|      |       |           |

|  |

| 15 листопада 2011 |

| Таїланд | 0 : 1 | Австралія |
| ------- | ----- | --------- |
|         |       |           |

|  |

| 15 листопада 2011 |

| Саудівська Аравія | 0 : 0 | Оман |
| ----------------- | ----- | ---- |
|                   |       |      |

|  |

| 29 лютого 2012 |

| Австралія | 4 : 2 | Саудівська Аравія |
| --------- | ----- | ----------------- |
|           |       |                   |

|  |

| 29 лютого 2012 |

| Оман | 2 : 0 | Таїланд |
| ---- | ----- | ------- |
|      |       |         |

|  |

### Група E
| 1 | Іран      | ~   | 2:2 | 6:0 | 3:0  | 6 | 3 | 3 | 0 | 17 − 5 | 12 |
| 2 | Катар     | 1:1 | ~   | 0:0 | 4:0  | 6 | 2 | 4 | 0 | 10 − 5 | 10 |
| 3 | Бахрейн   | 1:1 | 0:0 | ~   | 10:0 | 6 | 2 | 3 | 1 | 13 − 7 | 9  |
| 4 | Індонезія | 1:4 | 2:3 | 0:2 | ~    | 6 | 0 | 0 | 6 | 3 − 26 | 0  |

| 2 вересня 2011 |

| Іран | 3 : 0 | Індонезія |
| ---- | ----- | --------- |
|      |       |           |

|  |

| 2 вересня 2011 |

| Бахрейн | 0 : 0 | Катар |
| ------- | ----- | ----- |
|         |       |       |

|  |

| 6 вересня 2011 |

| Індонезія | 0 : 2 | Бахрейн |
| --------- | ----- | ------- |
|           |       |         |

|  |

| 6 вересня 2011 |

| Катар | 1 : 1 | Іран |
| ----- | ----- | ---- |
|       |       |      |

|  |

| 11 жовтня 2011 |

| Іран | 6 : 0 | Бахрейн |
| ---- | ----- | ------- |
|      |       |         |

|  |

| 11 жовтня 2011 |

| Індонезія | 2 : 3 | Катар |
| --------- | ----- | ----- |
|           |       |       |

|  |

| 11 листопада 2011 |

| Катар | 4 : 0 | Індонезія |
| ----- | ----- | --------- |
|       |       |           |

|  |

| 11 листопада 2011 |

| Бахрейн | 1 : 1 | Іран |
| ------- | ----- | ---- |
|         |       |      |

|  |

| 15 листопада 2011 |

| Індонезія | 1 : 4 | Іран |
| --------- | ----- | ---- |
|           |       |      |

|  |

| 15 листопада 2011 |

| Катар | 0 : 0 | Бахрейн |
| ----- | ----- | ------- |
|       |       |         |

|  |

| 29 лютого 2012 |

| Іран | 2 : 2 | Катар |
| ---- | ----- | ----- |
|      |       |       |

|  |

| 29 лютого 2012 |

| Бахрейн | 10 : 0 | Індонезія |
| ------- | ------ | --------- |
|         |        |           |

|  |

## Четвертий раунд
10 команд були розбиті на 2 групи по 5 команд і грали за коловою системою у два кола. Переможці груп і команди, які посіли другі місця, вийшли до фінального турніру чемпіонату світу. Команди, що зайняли треті місця, вийшли до п'ятого раунду. Матчі відбулися з 3 червня 2012 по 18 червня 2013 року.

### Група A
| М  | Команда        | І | В | Н | П | МЗ | МП | РМ | О  |
| -- | -------------- | - | - | - | - | -- | -- | -- | -- |
| 1. | Іран           | 8 | 5 | 1 | 2 | 8  | 2  | +6 | 16 |
| 2. | Південна Корея | 8 | 4 | 2 | 2 | 13 | 7  | +6 | 14 |
| 3. | Узбекистан     | 8 | 4 | 2 | 2 | 11 | 6  | +5 | 14 |
| 4. | Катар          | 8 | 2 | 1 | 5 | 5  | 13 | −8 | 7  |
| 5. | Ліван          | 8 | 1 | 2 | 5 | 3  | 12 | −9 | 5  |

| 3 червня 2012 |

| Узбекистан | 0 − 1 | Іран |
| ---------- | ----- | ---- |
|            |       |      |

|  |

| 3 червня 2012 |

| Ліван | 0 − 1 | Катар |
| ----- | ----- | ----- |
|       |       |       |

|  |

| 8 червня 2012 |

| Ліван | 1 − 1 | Узбекистан |
| ----- | ----- | ---------- |
|       |       |            |

|  |

| 8 червня 2012 |

| Катар | 1 − 4 | Південна Корея |
| ----- | ----- | -------------- |
|       |       |                |

|  |

| 12 червня 2012 |

| Південна Корея | 3 − 0 | Ліван |
| -------------- | ----- | ----- |
|                |       |       |

|  |

| 12 червня 2012 |

| Іран | 0 − 0 | Катар |
| ---- | ----- | ----- |
|      |       |       |

|  |

| 11 вересня 2012 |

| Узбекистан | 2 − 2 | Південна Корея |
| ---------- | ----- | -------------- |
|            |       |                |

|  |

| 11 вересня 2012 |

| Ліван | 1 − 0 | Іран |
| ----- | ----- | ---- |
|       |       |      |

|  |

| 16 жовтня 2012 |

| Катар | 0 − 1 | Узбекистан |
| ----- | ----- | ---------- |
|       |       |            |

|  |

| 16 жовтня 2012 |

| Іран | 1 − 0 | Південна Корея |
| ---- | ----- | -------------- |
|      |       |                |

|  |

| 14 листопада 2012 |

| Катар | 1 − 0 | Ліван |
| ----- | ----- | ----- |
|       |       |       |

|  |

| 14 листопада 2012 |

| Іран | 0 − 1 | Узбекистан |
| ---- | ----- | ---------- |
|      |       |            |

|  |

| 26 березня 2013 |

| Південна Корея | 2 − 1 | Катар |
| -------------- | ----- | ----- |
|                |       |       |

|  |

| 26 березня 2013 |

| Узбекистан | 1 − 0 | Ліван |
| ---------- | ----- | ----- |
|            |       |       |

|  |

| 4 червня 2013 |

| Катар | 0 − 1 | Іран |
| ----- | ----- | ---- |
|       |       |      |

|  |

| 4 червня 2013 |

| Ліван | 1 − 1 | Південна Корея |
| ----- | ----- | -------------- |
|       |       |                |

|  |

| 11 червня 2013 |

| Південна Корея | 1 − 0 | Узбекистан |
| -------------- | ----- | ---------- |
|                |       |            |

|  |

| 11 червня 2013 |

| Іран | 4 − 0 | Ліван |
| ---- | ----- | ----- |
|      |       |       |

|  |

| 18 червня 2013 |

| Південна Корея | 0 − 1 | Іран |
| -------------- | ----- | ---- |
|                |       |      |

|  |

| 18 червня 2013 |

| Узбекистан | 5 − 1 | Катар |
| ---------- | ----- | ----- |
|            |       |       |

|  |

### Група B
| М  | Команда   | І | В | Н | П | МЗ | МП | РМ  | О  |
| -- | --------- | - | - | - | - | -- | -- | --- | -- |
| 1. | Японія    | 8 | 5 | 2 | 1 | 16 | 5  | +11 | 17 |
| 2. | Австралія | 8 | 3 | 4 | 1 | 12 | 7  | +5  | 13 |
| 3. | Йорданія  | 8 | 3 | 1 | 4 | 7  | 16 | −9  | 10 |
| 4. | Оман      | 8 | 2 | 3 | 3 | 7  | 10 | −3  | 9  |
| 5. | Ірак      | 8 | 1 | 2 | 5 | 4  | 8  | −4  | 5  |

| 3 червня 2012 |

| Японія | 3 − 0 | Оман |
| ------ | ----- | ---- |
|        |       |      |

|  |

| 3 червня 2012 |

| Йорданія | 1 − 1 | Ірак |
| -------- | ----- | ---- |
|          |       |      |

|  |

| 8 червня 2012 |

| Японія | 6 − 0 | Йорданія |
| ------ | ----- | -------- |
|        |       |          |

|  |

| 8 червня 2012 |

| Оман | 0 − 0 | Австралія |
| ---- | ----- | --------- |
|      |       |           |

|  |

| 12 червня 2012 |

| Австралія | 1 − 1 | Японія |
| --------- | ----- | ------ |
|           |       |        |

|  |

| 12 червня 2012 |

| Ірак | 1 − 1 | Оман |
| ---- | ----- | ---- |
|      |       |      |

|  |

| 11 вересня 2012 |

| Японія | 1 − 0 | Ірак |
| ------ | ----- | ---- |
|        |       |      |

|  |

| 11 вересня 2012 |

| Йорданія | 2 − 1 | Австралія |
| -------- | ----- | --------- |
|          |       |           |

|  |

| 16 жовтня 2012 |

| Оман | 2 − 1 | Йорданія |
| ---- | ----- | -------- |
|      |       |          |

|  |

| 16 жовтня 2012 |

| Ірак | 1 − 2 | Австралія |
| ---- | ----- | --------- |
|      |       |           |

|  |

| 14 листопада 2012 |

| Оман | 1 − 2 | Японія |
| ---- | ----- | ------ |
|      |       |        |

|  |

| 14 листопада 2012 |

| Ірак | 1 − 0 | Йорданія |
| ---- | ----- | -------- |
|      |       |          |

|  |

| 26 березня 2013 |

| Австралія | 2 − 2 | Оман |
| --------- | ----- | ---- |
|           |       |      |

|  |

| 26 березня 2013 |

| Йорданія | 2 − 1 | Японія |
| -------- | ----- | ------ |
|          |       |        |

|  |

| 4 червня 2013 |

| Японія | 1 − 1 | Австралія |
| ------ | ----- | --------- |
|        |       |           |

|  |

| 4 червня 2013 |

| Оман | 1 − 0 | Ірак |
| ---- | ----- | ---- |
|      |       |      |

|  |

| 11 червня 2013 |

| Австралія | 4 − 0 | Йорданія |
| --------- | ----- | -------- |
|           |       |          |

|  |

| 11 червня 2013 |

| Ірак | 0 − 1 | Японія |
| ---- | ----- | ------ |
|      |       |        |

|  |

| 18 червня 2013 |

| Австралія | 1 − 0 | Ірак |
| --------- | ----- | ---- |
|           |       |      |

|  |

| 18 червня 2013 |

| Йорданія | 1 − 0 | Оман |
| -------- | ----- | ---- |
|          |       |      |

|  |

## П'ятий раунд
Дві команди провели по матчу на полі кожного з суперників. Переможець пройшов до міжконтинентальних стикових матчів. Матчі відбулися 6 та 10 вересня 2013 року.
| Команда 1 | Заг.           | Команда 2  | 1-й матч | 2-й матч |
| --------- | -------------- | ---------- | -------- | -------- |
| Йорданія  | 2:2 (пен. 9:8) | Узбекистан | 1:1      | 1:1      |

## Міжконтинентальний плей-оф
| Команда 1 | Заг. | Команда 2 | 1-й матч | 2-й матч |
| --------- | ---- | --------- | -------- | -------- |
| Йорданія  | 0:5  | Уругвай   | 0:5      | 0:0      |